# 伊爾河鎮區 (印地安納州艾倫縣)
伊爾河鎮區（英語：Eel River Township）是位於美國印地安納州艾倫縣的一個行政鎮區。

## 地方資料
根據2010年美國人口普查的數據，伊爾河鎮區的面積為94.67平方千米，當中陸地面積為94.53平方千米，而水域面積為0.14平方千米。當地共有人口3612人，而人口密度為每平方千米38.15人。